# Museo Grévin

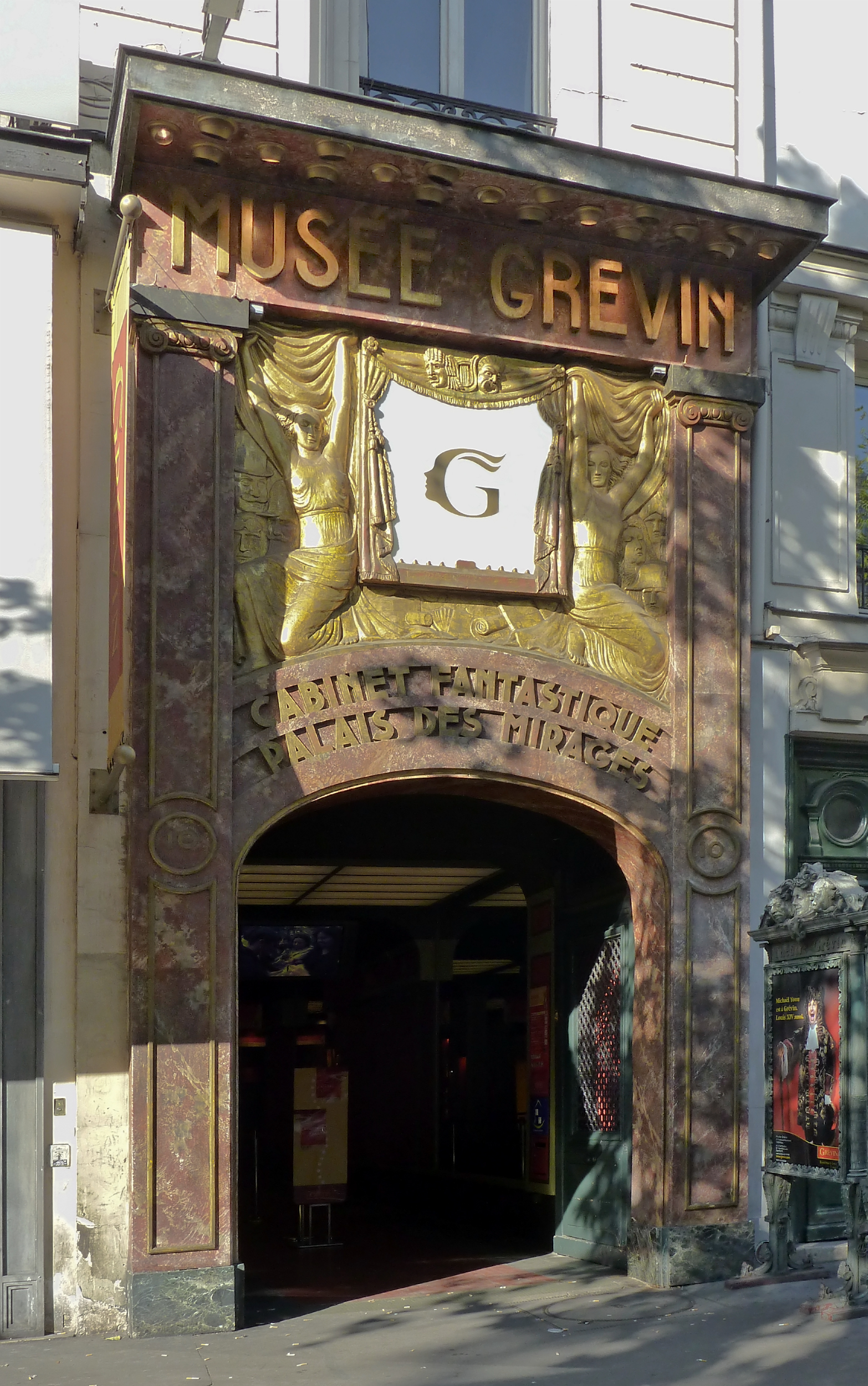
Puerta del museo.

El museo Grévin (en francés: Musée Grévin) es el museo de cera de París, y se ubica sobre los Grands Boulevards en la orilla derecha del Sena. 
Cuenta aproximadamente con 500 figuras ordenadas en escenas, que van desde la historia de Francia hasta la vida moderna. Su arquitectura es barroca e incluye un mirador y un teatro.
En este museo se exhibió por primera vez una película de animación (véase Émile Reynaud).